# S5.92
S5.92は現在フレガート上段ロケットのエンジンとして使用されるロシア製ロケットエンジンである。ガス発生器式でUDMHと四酸化二窒素を推進剤として燃焼する。推力は2段階で1番目は推力19.61キロニュートン (4,410 lbf)で比推力は327秒で点火から3秒間作動する。2番目は推力13.73キロニュートン (3,090 lbf)で比推力は316秒で点火して2.5秒間作動する。
設計は有名なイザエフ設計局によって火星探査機のフォボス1号とフォボス2号のために設計された。そのため、50回の点火と300日間の点火間隔を備える。火星探査は失敗したものの、宇宙機の製造会社のラヴォーツィキンは宇宙機の基本的な技術へのニッチな市場を創出した。このため、基本的な機体はフレガートとしてソユーズと後にゼニット打ち上げ機の上段ロケットとして備えられた。以来、このエンジンは科学、商業と軍用のミッションで重要である。